# G-11 (航空機)
グリボフスキ G-11 (Г-11)
- 用途：軍用グライダー
- 設計者：ウラディミール・グリボフスキ（Vladimir Gribovski）
- 製造者：
- 初飛行：1941年9月1日
- 生産数：500 - 600機
- 生産開始：1941年
- 運用開始：1941年

グリボフスキ G-11（Gribovski G-11、Г-11）は、第二次世界大戦のソビエト連邦の兵員輸送用の小型軍用グライダーである。

## 歴史
ソビエト連邦は輸送用グライダーの設計では世界の先駆者であり、最初に設計されたのは1932年のグロコフスキ G-63（Grokhovski G-63）であった。しかしながら第二次世界大戦以前は輸送用グライダーの量産は行われていなかった。1941年のドイツの侵攻の後間も無く赤軍の最高司令部は輸送グライダーの必要性を認識し、幾つかの設計局に開発を命じた。ウラディミール・グリボフスキ（Vladimir Gribovski）は2箇月間で小型グライダーを設計することを了承し、試作機のテストは1941年9月1日に始まった。この機は当初 G-29 又は Gr-29という名称であった。テストの結果、本機が成功作であることが分かりG-11（Gribovski、11人乗り）という名称で量産が承認された。
G-11は1941年遅くから1942年半ばまで2つの工場、138機がShumerlyaの第471工場、170機がKozlovka村の第494工場で合計308機が製造された。1944年にリャザンで生産が再開され、1944年10月からは訓練用に複式操縦装置を備えたG-11Uも生産された。G-11は1948年まで生産が続けられたが総生産数の記録は無く、書籍によれば500 - 600機が製造されたと推測される。
1942年の夏には胴体上にM-11エンジンを取り付けた派生型のG-11M（その後G-30）がテストされたが量産には入らなかった。

## 戦歴
G-11はアントノフ A-7と共にソビエト連邦の輸送グライダーの大多数を占めた。両機は主にツポレフ SBやイリューシン Il-4爆撃機に曳航され、1942年中頃からパルチザンへの食料、武器、機器、訓練要員の供給に使用された。最も集中的に使用されたのは1943年4月から11月にかけてベラルーシ、カリーニン戦線のポラツク-ベゴムル-レペル（Polotsk-Begoml-Lepel）地域であった。このときは数百機ものソビエト連邦のグライダー（全機種）が夜間輸送飛行に使用され、着陸後にグライダーは破壊されて操縦士は航空機で連れ戻された。1943年4月に1回のみパルチザンが設営した短い仮設飛行場からの離陸が行われた。有名なテストパイロットの（Sergey Anokhin）が負傷した2人のパルチザン指導者を救出した。この時は（Yuriy Zhelutov）が操縦するツポレフ SB爆撃機に10-mの長さのロープで結束されていた。
グライダーは1944年にも幾つかの地域でパルチザンへの補給活動に使用された。敵の前線後方での破壊活動への補給にもグライダーは使用された。G-11は少なくとも1回の小規模な空挺作戦、ドニエプル川渡河へ対戦車砲と迫撃砲を運ぶのに使用された。
少し変わった運用は1942年11月のモスクワからスターリングラードへの空中橋梁での使用であった。これはスターリングラード攻防戦中に戦車のエンジン冷却の不凍液を緊急に輸送するためのものであった。
G-11は小型グライダーとしては成功作であった。本機はもう1機種のアントノフ A-7よりも搭載量が多く、貨物室は荷物の搭載に適していたが搭載口が狭かったため軽火砲は分解して搭載する必要があった。

## 特徴
G-11は、長方形断面の全木製構造、合板張り、高翼配置の輸送グライダーであった。機首に操縦士1名分の操縦席があり風防は上方に開いた。その後ろに操縦席と続いた長さ3.24 m、幅1.25 - 1.36 m貨物室があった。胴体の両側に1.2 x 0.7 m の大きさの2つのドアがあり、後期型では胴体左側の幅1.4 mのドア1つになった。兵員は側面の折りたたみ式ベンチに座り、胴体の両側には長方形の窓が2つ取り付けてあった。着陸用のフラップを装着した主翼は3つの部分で構成され、降着装置は固定式であったが操縦士が短距離着陸する場合は折りたたまれ胴体下にソリを使用した。

## 運用
ソビエト連邦
- ソ連空軍

## 要目
- 乗員：1名
- 積載量：兵員 11名（操縦士を含む）又は 貨物1,200 kg (2,640 lb)
- 全長：9.8 m (32 ft 2 in)
- 全幅：18 m (59 ft 1/2 in)
- 全高：2.7 m (8 ft 10 in)
- 翼面積：30 m² (322.8 ft²)
- 翼面荷重：83 kg/m² (16.97 lb/ft²)
- アスペクト比：
- 空虚重量：1,200 kg (2,640 lb)
- 全備重量：2,400 kg (5,280 lb)
- 最大離陸重量：
- 超過禁止速度：
- 最大速度：280 km/h (towing) (150 kts, 173 mph)
- 巡航速度：146 km/h (78 kts, 90 mph)
- 最大滑空比：5.2
- 最小沈下率：2.2 m/s (443 ft/min)